# Bayard-sur-Marne
Bayard-sur-Marne – miejscowość i gmina we Francji, w regionie Grand Est, w departamencie Górna Marna.
Według danych na rok 1990 gminę zamieszkiwały 1622 osoby, a gęstość zaludnienia wynosiła 105 osób/km².